# Ang Lee
Ang Lee (* 23. října 1954 Pching-tung, Tchaj-wan) je tchajwansko-americký scenárista a režisér. Jde o držitele Oscara z roku 2005 za nejlepší režii snímku Zkrocená hora a z roku 2012 v téže kategorii za film Pí a jeho život.
V roce 1975 absolvoval studia na National Taiwan College Of Arts, poté odcestoval do USA, kde na Univerzita Illinois v Urbana Champaign vystudoval divadelní režii, na Newyorské universitě posléze vystudoval i filmovou produkci.
U filmu začínal v roce 1983 ještě jako student, kdy působil v roli asistenta režie, poté se několik let věnoval psaní scénářů. V roce 1992 poprvé režíroval nízkorozpočtový komediální snímek Tlačit rukama. Následující rok 1993 natočil film s homosexuální tematikou Svatební hostina, za který byl poprvé nominován na Zlatý glóbus i Oscara. O rok později natočil snímek Yin shi nan nu (anglicky Eat Drink Man Woman), za který byl opět nominován na Oscara.
Mezi jeho nejznámější snímky patří film Rozum a cit z roku 1995 s Emmou Thopsonovou v hlavní roli (byla i scenáristkou snímku), což je adaptace stejnojmenného románu Jane Austenové. Snímek získal Zlatého medvěda na Mezinárodním filmovém festivalu v Berlíně a celkem 7 nominací na Oscara, Emma Thompsonová za něj získala Oscara za nejlepší adaptovaný scénář.
V roce 1997 natočil další úspěšný snímek Ledová bouře, což byla filmová adaptace románu Ricka Moodyho. Snímek získal hlavní cenu na Filmovém festivalu v Cannes za scénář.
Divácky úspěšný byl i western Jízda s ďáblem z roku 1999. O rok později natočil veleúspěšný oscarový akční fantasy snímek Tygr a drak, který získal Oscara za nejlepší cizojazyčný film, on sám obdržel cenu Zlatý glóbus na nejlepší režii.
V roce 2003 natočil film Hulk.
V roce 2005 pak přišel do kin film Zkrocená hora, což byl další film s homosexuální tematikou, jenž vyprávěl příběh lásky dvou mužů z amerického venkova.
V roce 2009 natočil hudební film Zažít Woodstock pojednávající o hudebním festivalu Woodstock.